# Halo 5: Guardians
Halo 5: Guardians — відеогра жанру шутера від першої особи, п'ята гра основної серії Halo і друга в трилогії «Сага Відновника». Анонсована Microsoft на виставці E3 2013, Halo 5 була розроблена 343 Industries та випущена для платформи Xbox One 27 жовтня 2015 року.
Сюжет продовжує історію Майстра Чіфа, але перемежовується з пригодами бійця Джеймсона Лока (англ. Jameson Locke), посланого затримати Чіфа і убезпечити його від імовірного обману. До протистояння бійців додається повсюдне пробудження роботів зниклої цивілізації Предтеч, Вартових, цілі яких лишаються невідомими.

## Ігровий процес
Основна концепція ігрового процесу лишилася класичною для серії. Персонажі отримали так звані «Спартанські можливості» (англ. Spartan Abilities), зокрема реактивні ранці, які дозволяють різко маневрувати, прискорюватися і стрибати на поле бою, створюючи ударну хвилю. Напарникам можна віддавати накази з геймпада, які залежать від контексту в даній ситуації.
Halo 5: Guardians стала першою грою серії, де відсутній поділ екрана для гри вдвох, і початково недоступна гра по локальній мережі. Кооперативна здійснюється через сервіс Xbox LIVE. Багатокористувацький режим «Warzone» пропонує масовий розважальний мультиплеер. Дві команди по 12 учасників діляться на захисників і нападників, захоплюють території, борючись із хвилями військ Ковенанту, Прометеїв та міні-босами, щоб врешті дістатися до ядра ворожої бази і знищити його. За успішні дії нараховують очки, що обмінюються на екіпірування, зброю або техніку, поділені між картками трьох видів: бронзовими, срібними й золотими.
У відповідь на присутність в грі загонів, а не одиноких бійців, складність гри підлаштовується під кількість живих учасників. В кооперативному режимі гравці можуть оживляти один одного, але на це виділяється обмежений час. Кожен персонаж має від початку унікальні зброю, пасивні здібності та інтерфейс. Впродовж проходження сюжету персонажі обмінюються контекстними репліками, які залежать від місця і якого персонажа контролює гравець.

## Сюжет
Доктор Кетрін Голзі заходить до лабораторії, де зустрічає ШІ Кортану, створену на основі особистості самої Голзі, і переносить її на чип. Дія переноситься у 2558 рік, коли команда «Спартанців» під назвою «Осіріс» (англ. Osiris) висаджується на засніженій планеті Камчатка (англ. Kamchatka), щоб забрати Голзі з полону Джула Мдами, лідера Нового Ковенанту. На місці команда бачить, що Ковенант зазнає нападу власних союзників, роботів Предтеч Прометеїв. «Осіріс» пробивається до Мдами, вбиває його і забирає Голзі на корабель ККОН «Нескінченність». Доктор запитує капітана Томаса Ласкі «як далеко все зайшло», той відводить її для особистої розмови, що обурює «Спартанців».
Тим часом Синя команда «Спартанців», в яку входить Майстер Чіф, здійснює операцію на кораблі ККОН «Срібний Місяць», який Ковенант розбирає на брухт. Чіф раптом бачить видіння, в якому Кортана жива і запускає дивного вигляду машину зі словами «Меридіан наступний». Сили Ковенанту виявляються завеликими і Майстер Чіф приймає рішення перевантажити реактори «Срібного Місяця», щоб знищити корабель разом з ворожим флотом. Виконавши завдання, він повідомляє команді про видіння і ті підтримують його рішення без наказу командування розслідувати цей загадковий випадок.
Голзі розповідає Ласкі про те, що несправна Кортана, термін експлуатації якої скінчився, вціліла і якимось чином отримала доступ до Домену — сховища всіх знань Предтеч. Побоюючись, що вона маніпулює Чіфом, Ласкі відправляє команду «Осіріс» затримати Синю команду. Лок в складі команди прибуває на Меридіан, де дізнається від губернатора Слоана про напад на планету Прометеїв. «Спартанці» рятують місцевих жителів від нападу і з'ясовують, що Слоан — штучний інтелект. Розпитавши його про події на планеті, вони знаходять місце приземлення Синьої команди, але самих «Спартанців» поряд немає. «Осіріс» спускаються в шахти неподілік, де стикаються з гуманоїдним роботом Предтеч Вартовим Вічним (англ. Warden Eternal), котрий називає себе слугою Кортани. Вартовий силою виганяє людей з підземель, але програє в бою. «Осіріс» слідує вглиб і зустрічає Синю команду.
Лок намагається переконати Майстра Чіфа повернутися, але зрештою між ними зав'язується бійка, в якій Чіф перемагає. Синя команда біжить на борт корабля Предтеч, схованого під землею, який злітає, руйнуючи товщу землі. Лок зі своїми бійцями тікає, тоді як корабель, Вартовий, пробивається на поверхню, вмикає гіперпросторовий рушій і відлітає в невідомому напрямі, зруйнувавши цим колонію Меридіану. Слоан повідомляє, що був попереджений про це Кортаною, тому дозволив евакуювати якомога більше людей, після чого зникає з планети.
Голзі вираховує, що наступним пробудиться Вартовий під поверхнею Санґхеліоса, а ШІ «Нескінченності» Роланд відкриває, що звук Вартового при зльоті був зашифрованими координатами місця прибуття.
В той час Майстер Чіф з командою прибуває до планети Генезис, куди прилітають інші Вартові. Досліджуючи планету, Синя команда стикається з воїнами Ковенанту, які так само опинилися там, прилетівши на бору Вартового. Їх наздоганяє Вартовий Вічний в новому тілі, не пускаючи далі і посилаючи на підмогу собі Прометеїв. Після перемоги над ним на зв'язок виходить Кортана, котра пояснює, що потрапила на Генезис разом з уламком корабля Дидакта «Наближення Мантії». Вона виправила свої несправності та запрошує до якогось місця на Генезисі.
«Осіріс» висаджується на Санґхеліос, де точиться громадянська війна між елітами. «Спартанці» допомагають новому Арбітру в обмін на інформацію про Вартового. Той погоджується, хоч і не довіряє Локу. Кетрін Голзі знаходить спосіб перехопити контроль над Вартовим, але для цього потрібен будівельний робот Предтеч, схований десь на планеті. Локу і його команді вдається відшукати й доставити робота, а Арбітр починає масштабну атаку на Новий Ковенант. Вартовий Вічний безуспішно намагається завадити наближенню до Вартового. Зрештою Вартовий пробуджується в океані та злітає, випускаючи руйнівні імпульси. Лок з побратимами встигає висадитися на його борт, а Арбітр добиває залишки Нового Ковенанту.
Лок і його команда опиняється на Генезисі, де знаходить ШІ Багатослівного Свідка, у якого Кортана відібрала контроль над планетою. ШІ розповідає, що Кортана збирається силою насадити мир по всій галактиці, тому Багатослівний Свідок проводить «Осіріс» до точки доступу в Домен. Кортана посилає на оборону Прометеїв і заплутує шлях. «Осіріс» відшукує Синю команду, але тут Кортана розділяє їх, телепортувавши Майстра Чіфа і його бійців. На агресію Вартового Вічного, Кортана знищує його тіло, убезпечуючи команду «Осіріс». Той все одно відновлюється і переслідує людей, говорячи, що Предтечі обрали людей своїми послідовниками, але Мантія Відповідальності призначена не для них, а для людських творінь — штучних інтелектів.
Майстер Чіф пробує переконати Кортану відмовитися від насильного насадження миру, але та замикає Синю команду в криптумі. Вартові відбувають з Генезиса виконувати волю Кортани, тоді як всі ШІ, створені людством, присягають на вірність їй. Лок пробивається до криптуму, Кортана говорить, що Чіф має пробути в заточенні 10000 років, за які Кортана встановить повсюдний мир. Криптум вантажиться на одного з Вартових, Кортана оголошує по всіх каналах зв'язку всіх цивілізацій галактики про свій намір привести все населення Чумацького Шляху до процвітання, але винищити всіх, хто буде протистояти цьому. В цей час, користуючись нагодою, Багатослівний Свідок повертає контроль над Генезисом. Цей ШІ при допомозі людей відбирає криптум, а Вартовий відлітає. «Осіріс» зустрічає Синю команду, яку дрони Багатослівного Свідка розпечатують з криптуму.
Контролюючи всі штучні інтелекти, Кортана бере владу над людством, посилаючи Вартових придушувати будь-які виступи про неї. Синя команда і «Осіріс» евакуюються на «Нескінченність» і здійснюють стрибок в гіперпростір, поки люди не втратили контроль над кораблем.
Минає якийсь час і Арбітр з Голзі, які лишилися на Санґхеліосі, зустрічаються з командиром Палмер. На зустріч їм виходять Лок і Майстер Чіф. Голзі вперше за багато років бачить Чіфа живим. При закінченні гри на Легендарній складності на орбіті невідомої планети видно Гало, яке засвічується синіми вогнями під пісню Кортани.

## Редактор карт
В травні 2016 було анонсовано вихід безкоштовного редактора карт для Halo 5 під назвою Forge на Windows 10. При цьому говорилося, що редактор дозволятиме створювати повноцінні карти, але не надаватиме можливості грати на них в багатокористувацькому режимі. Творці карт зможуть тільки протестувати їх з друзями по мережі та викласти для подальшої гри на Xbox One. Також з Forge буде можливо завантажувати і редагувати вже готові карти для цієї консолі.
Вихід редактора відбувся 8 вересня 2016 і поширюється він через Windows Store. Forge підтримує клавіатуру і мишку та здатний працювати в роздільності до 4К. Пошук контенту для конструювання карт відбувається у спеціальному браузері, доступному для ПК і Xbox One. Редактор дозволяє модифікувати готові карти або ж створювати нові шляхом розміщення на них об'єктів оточення, важливих точок тощо.

## Реаліті-шоу
Наприкінці листопада 2016 343 Industries з телекомпанією Pilgrim Media Group анонсували реаліті-шоу, присвячене кіберспортивним змаганням з Halo 5: Guardians. Глава 343 Industries з міжмедійного розвитку Кікі Вулфкілл запевнила, що реаліті-шоу «покаже телеглядачам інтенсивність і екстремальність киберспортивних змагань з Halo 5: Guardians». Президент з інтерактивних ігор та заходів Lionsgate Пітер Левін, і виконавчий голова північноамериканського підрозділу ESL Стівен Роберс, допоміг в укладенні угоди з 343 Industries. Дата початку реаліті-шоу партнерами не розкривалася.

## Оцінки й відгуки
| Агрегатор  | Оцінка |
| ---------- | ------ |
| Metacritic | 84/100 |

| Видання                                  | Оцінка  |
| ---------------------------------------- | ------- |
| Destructoid                              | 7/10    |
| Electronic Gaming Monthly                | 9/10    |
| Game Informer                            | 8.75/10 |
| GameRevolution                           | [ 8 ]   |
| GameSpot                                 | 8/10    |
| GamesRadar+                              | [ 10 ]  |
| GamesTM                                  | 6/10    |
| GameTrailers                             | 9/10    |
| Giant Bomb                               | [ 13 ]  |
| IGN                                      | 9/10    |
| Official Xbox Magazine (Велика Британія) | [ 15 ]  |
| Polygon                                  | 9/10    |
| VideoGamer.com                           | 9/10    |

Halo 5: Guardians отримала позитивні відгуки, зібравши оцінки у 84/100 балів на агрегаторі Metacritic.
Сюжетна кампанія Halo 5 зібрала змішані відгуки. Тімоті Сеппала з Engadget висловився, що вона вперше в серії виглядала кроком назад і стала гіршою за кампанію попередньої гри; «замість запам'ятовування, що вони зробили хибно в Halo 4 і поглиблення того, що зробили вдало, команда докорінно змінила роботу кампанії Halo до жахливих наслідків.» Тривалу відсутність у сюжеті Чіфа 343 Industries в 2017 році визнали «великим розчаруванням» для фанатів серії.
В IGN навпаки високо оцінили складаних противників і оточення з прихованими шляхами та зброєю. «Ця особливість дизайну робить кампанію Halo 5 придатною для перегравання і чудово слугує для […] кооперативу, для якого очевидно і зроблена.» Багатокористувацьку складову GameSpot визначили як «найкращу форму мультиплеєру Halo, коли-небудь отриману», зокрема добування зброї прямо на полі бою за очки, а не її отримання з часом, як в Halo 4.
Також змішано оцінювався ШІ противників. GamesTM виділили ці недоліки в рядових ворогів та надміру сильних босів, сказавши, що «кількість речей, які можуть миттєво вас убити – навіть на Нормальній складності – дратівливо велика». Також вказувалося на посередніх дружніх «Спартанців» як таких, що «ігнорують вас, коли ви в халепі» і «непомітні, коли вони дійсно приходять на допомогу».
До травня 2017 року продажі гри досягнули 10 млн копій. Проте Halo 5, на відміну від попередніх ігор серії, не було включено до складу збірника Halo: The Master Chief Collection для Windows. Підставою для такого рішення вбачається погане сприйняття сюжету фанатами серії.